# تيك فايف
تيك فايف أو خد خمسة، (بالإنجليزية: Take five)‏؛ هي مقطوعة جاز كتِبت على أيدي بول ديسموند (Paul Desmond) وسجلة بإداء رباعيّة داف بروبك (The Dave Brubeck Quartet) حيث صدرة بالألبوم Time out سنة 1959 (المقطوعة رقم 7). اسم المقطوعة هو تلاعب بالكلام حيث يعني بالانخليزيّة خمسة دقائق من الراحة غير انه يشير إلى الوزن الغير عادي (خمسة أرباع) التي كتبت به المقطوعة. تعتبر هذه المقطوعة أول لحن بوزن خمس أربع الذي اكتسب شعبيّة عامة حيث أدرجت المقطوعة في عدد لا يحصى من الأفلام والموسيقى التصويرية والتلفزيون ولا تزال من أكثر المقطوعات شعبيّة في مجال الجاز.